# 3-й гвардейский штурмовой авиационный корпус
3-й гвардейский штурмовой авиационный Смоленско-Будапештский Краснознамённый корпус — соединение Военно-Воздушных сил (ВВС) Вооруженных Сил РККА, принимавшее участие в боевых действиях Великой Отечественной войны в период с 1944 по 1945 годы, переименованный из 2-го штурмового авиационного корпуса (2-го шак). Имел в своём составе до трёх штурмовых авиационных дивизий.

## Наименования корпуса
- 2-й штурмовой авиационный корпус;
- 2-й штурмовой Смоленский авиационный корпус;
- 2-й штурмовой Смоленский Краснознаменный авиационный корпус (до 27.10.1944 г.);
- 3-й гвардейский штурмовой Смоленский Краснознаменный авиационный корпус;
- 3-й гвардейский штурмовой Смоленско-Будапештский Краснознаменный авиационный корпус;
- 63-й гвардейский штурмовой Смоленско-Будапештский Краснознаменный авиационный корпус (с 10.01.1949 г.).

## Создание корпуса
3-й гвардейский штурмовой Смоленский Краснознаменный авиационный корпус создан 27 октября 1944 года путём переименования в гвардейский 2-го штурмового авиационного корпуса

## Преобразование корпуса
3-й гвардейский штурмовой Смоленско-Будапештский Краснознаменный авиационный корпус преобразован в 63-й гвардейский штурмовой Смоленско-Будапештский Краснознаменный авиационный корпус

## В действующей армии
- с 27.10.1944 по 11.05.1945 года, всего 197 дней[3]

## Командир корпуса
- Гвардии генерал-лейтенант авиации Степичев, Василий Васильевич[4]. Период нахождения в должности: 10.10.1942 — май 1946
- Гвардии генерал-лейтенант авиации Каманин, Николай Петрович[5]. Период нахождения в должности: июнь 1946 — ноябрь 1946

## В составе объединений
В различные периоды времени штурмовой корпус входил в состав 5-й и 17-й воздушных армий, перебрасывался на самые опасные направления, как целиком, так и отдельными дивизиями
| Дата                    | воздушная армия | Фронт                    | Соединения в составе корпуса                                                                  |
| ----------------------- | --------------- | ------------------------ | --------------------------------------------------------------------------------------------- |
| 27.10.1944 — 11.05.1945 | 5-я ВА          | 2-й Украинский фронт     | 7-я гвардейская штурмовая авиационная дивизия, 12-я гвардейская штурмовая авиационная дивизия |
| 11.05.1945 — 10.06.1945 | 5-я ВА          | 2-й Украинский фронт     | 7-я гвардейская штурмовая авиационная дивизия, 12-я гвардейская штурмовая авиационная дивизия |
| 10.06.1945 — 01.07.1946 | 17-я ВА         | Южная группа войск       | 7-я гвардейская штурмовая авиационная дивизия, 12-я гвардейская штурмовая авиационная дивизия |
| 01.07.1946 — 01.05.1947 | 17-я ВА         | Центральная группа войск | 7-я гвардейская штурмовая авиационная дивизия, 12-я гвардейская штурмовая авиационная дивизия |
| 01.05.1947 — 01.01.1948 | 17-я ВА         | Центральная группа войск | 5-я гвардейская штурмовая авиационная дивизия, 7-я гвардейская штурмовая авиационная дивизия  |
| 01.01.1948 — 20.02.1949 | 5-я ВА          | Одесский военный округ   | 5-я гвардейская штурмовая авиационная дивизия, 7-я гвардейская штурмовая авиационная дивизия  |

## Соединения и части корпуса

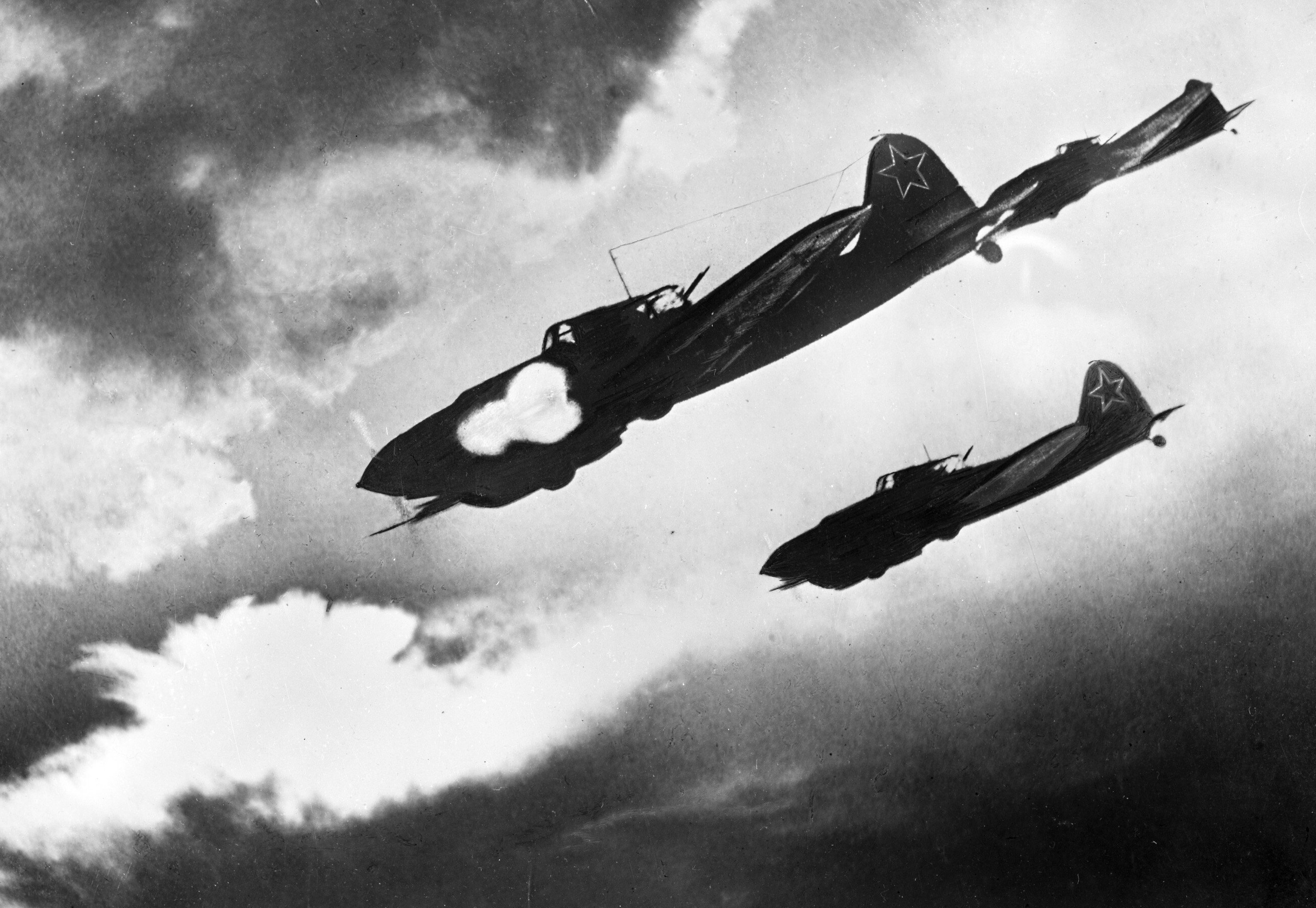
Штурмовик Ил-2 атакует

- 7-я гвардейская штурмовая авиационная Дебреценская Краснознамённая дивизия (232-я штурмовая авиационная дивизия)
  - 130-й гвардейский Братиславский Краснознамённый штурмовой авиационный полк (Ил-2)
  - 131-й гвардейский Будапештский ордена Суворова штурмовой авиационный полк (Ил-2)
  - 132-й гвардейский орденов Богдана Хмельницкого и Александра Невского штурмовой авиационный полк (Ил-10)
- 12-я гвардейская штурмовая авиационная Рославльская Краснознамённая ордена Богдана Хмельницкого дивизия (231-я штурмовая авиационная дивизия)
  - 187-й гвардейский штурмовой авиационный Краснознамённый полк 
 (568-й штурмовой авиационный полк)
  - 188-й гвардейский штурмовой авиационный Будапештский орденов Кутузова и Александра Невского полк 
 (570-й штурмовой авиационный полк)
  - 190-й гвардейский штурмовой авиационный Будапештский орденов Суворова и Кутузова полк 
 (873-й штурмовой авиационный полк)
- 279-я истребительная авиационная Краснознамённая дивизия (с августа 1944 года в оперативном подчинении корпуса)
  - 92-й истребительный авиационный полк;
  - 192-й истребительный авиационный полк;
  - 486-й истребительный авиационный полк;
  - 352-й истребительный авиационный полк;
- 7-я гвардейская авиационная эскадрилья связи[3];
- 41-я отдельная гвардейская рота связи[3];
- 39-й отдельный взвод аэрофотослужбы[3];
- 1802 военно-почтовая станция[3].

## Участие в операциях и битвах
- Будапештская стратегическая наступательная операция[4] с 29 октября 1944 года по 13 февраля 1945 года
  - Кечкемет-Будапештская наступательная операция с 27 октября 1944 года по 10 декабря 1944 года
  - Сольнок-Будапештская наступательная операция с 27 октября 1944 года по 10 декабря 1944 года
  - Ньиредьхаза-Мишкольцкая наступательная операция с 1 ноября 1944 года по 31 декабря 1944 года
  - Эстергом-Комарновская наступательная операция с 20 декабря 1944 года по 15 января 1945 года
  - Штурм Будапешта с 27 декабря 1944 года по 13 февраля 1945 года
- Венская стратегическая наступательная операция[5] с 13 марта 1945 года по 15 апреля 1945 года
  - Дьерская наступательная операция с 13 марта 1945 года по 4 апреля 1945 года
- Пражская наступательная операция[5] с 6 мая 1945 года по 11 мая 1945 года
  - Йиглаво-Бенешовская наступательная операция с 6 мая 1945 года по 11 мая 1945 года
- Банска-Быстрицская наступательная операция[5] с 16 февраля 1945 года по 8 мая 1945 года
- Братиславско-Брновская наступательная операция[5] с 25 марта 1945 года по 5 мая 1945 года

## Гвардейские части
- 2-й Смоленский штурмовой авиационный корпус переименован в 3-й гвардейский Смоленский штурмовой авиационный корпус[6]
- 232-я штурмовая авиационная дивизия переименована в 7-ю гвардейскую штурмовую авиационную дивизию[7]
- 231-я Рославльская штурмовая авиационная дивизия переименована в 12-ю гвардейскую Рославльскую штурмовую авиационную дивизию[8]
- 230-й штурмовой авиационный полк переименован в 130-й гвардейский штурмовой авиационный полк[7]
- 568-й штурмовой авиационный полк переименован в 187-й гвардейский штурмовой авиационный полк[8]
- 570-й штурмовой авиационный полк переименован в 190-й гвардейский штурмовой авиационный полк[8]
- 704-й штурмовой авиационный полк переименован в 131-й гвардейский штурмовой авиационный полк[7]
- 801-й штурмовой авиационный полк переименован в 132-й гвардейский штурмовой авиационный полк[7]
- 873-й штурмовой авиационный полк переименован в 188-й гвардейский штурмовой авиационный полк[8]
- 946-й штурмовой авиационный полк переименован в 189-й гвардейский Брестский штурмовой авиационный полк[8]
- 395-я отдельная авиационная эскадрилья связи переименована в 7-ю гвардейскую отдельную авиационную эскадрилью связи[8]

## Почётные наименования
- 3-му гвардейскому Смоленскому штурмовому авиационному Корпусу было присвоено почётное наименование «Будапештский»[9]
- 7-й гвардейской штурмовой авиационной дивизии было присвоено почётное наименование «Дебреценская»[10]
- 130-му гвардейскому штурмовому авиационному полку было присвоено почётное наименование «Братиславский»[11]
- 131-му гвардейскому штурмовому авиационному полку было присвоено почётное наименование «Будапештский»[9]
- 188-му гвардейскому штурмовому авиационному полку было присвоено почётное наименование «Будапештский»[9]
- 190-му гвардейскому штурмовому авиационному полку было присвоено почётное наименование «Будапештский»[9]

## Награды
- 7-я гвардейская штурмовая авиационная дивизия Указом Президиума Верховного Совета СССР награждена орденом «Боевого Красного Знамени»
- 12-я гвардейская Рославльская штурмовая авиационная дивизия Указом Президиума Верховного Совета СССР награждена орденом «Боевого Красного Знамени»
- 12-я гвардейская Рославльская штурмовая авиационная дивизия Указом Президиума Верховного Совета СССР награждена орденом «Богдана Хмельницкого II степени»
- 130-й гвардейский штурмовой авиационный полк Указом Президиума Верховного Совета СССР награждён орденом «Боевого Красного Знамени»
- 131-й гвардейский штурмовой авиационный полк Указом Президиума Верховного Совета СССР награждён орденом «Суворова III степени»
- 132-й гвардейский штурмовой авиационный полк Указом Президиума Верховного Совета СССР награждён орденом «Александра Невского»
- 132-й гвардейский штурмовой авиационный полк за образцовое выполнение заданий командования в боях с немецкими захватчиками при овладении городами Яромержице, Зноймо, Голлабрун, Штоккерау и проявленные при этом доблесть и мужество Указом Президиума Верховного Совета СССР от 4 июня 1945 года награждён орденом «Богдана Хмельницкого II степени»[12].
- 187-й гвардейский штурмовой авиационный полк Указом Президиума Верховного Совета СССР награждён орденом «Боевого Красного Знамени»
- 188-й гвардейский штурмовой авиационный полк Указом Президиума Верховного Совета СССР награждён орденом «Кутузова III степени»
- 188-й гвардейский штурмовой авиационный полк Указом Президиума Верховного Совета СССР награждён орденом «Александра Невского»
- 190-й гвардейский штурмовой авиационный полк Указом Президиума Верховного Совета СССР награждён орденом «Суворова III степени»
- 190-й гвардейский штурмовой авиационный полк за образцовое выполнение заданий командования в боях с немецкими захватчиками при овладении городами Яромержице, Зноймо, Голлабрун, Штоккерау и проявленные при этом доблесть и мужество Указом Президиума Верховного Совета СССР от 4 июня 1945 года награждён орденом «Кутузова III степени»[12]